# Дембова-Лонка
Дембова-Лонка (пол. Dębowa Łąka, нім. Dembowalonka) — село в Польщі, у гміні Дембова-Лонка Вомбжезького повіту Куявсько-Поморського воєводства.
Населення — 777 осіб (2011).
У 1975-1998 роках село належало до Торунського воєводства.

## Демографія
Демографічна структура станом на 31 березня 2011 року:
|          | Загалом | Допрацездатний вік | Працездатний вік | Постпрацездатний вік |
| -------- | ------- | ------------------ | ---------------- | -------------------- |
| Чоловіки | 399     | 105                | 254              | 40                   |
| Жінки    | 378     | 72                 | 215              | 91                   |
| Разом    | 777     | 177                | 469              | 131                  |